# Мижирицкий, Моисей Ефимович
Моисей Ефимович (Мойше Хаим-Берович) Мижирицкий (литературный псевдоним Мойше Либес; 22 мая 1891, Хабное, Радомысльского уезда, Киевской губернии — 18 декабря 1951) — литературный критик, кандидат филологических наук (1943).

## Биография
Отец, Хаим-Бэр Мижирицкий — прасол (торговец скотом), умер в 36 лет, мать, Либа Мижирицкая (урождённая Бородянская) — домохозяйка (убита в Бабьем Яру).
Закончил хедере и иешиву, после революции работал учителем в еврейских школах Киева, учился на рабфаке. После его окончания поступил на литературно-лингвистическое отделение 2-го МГУ. Вернувшись в Киев, работал научным сотрудником в Институте еврейской культуры и его наследнике — Кабинете еврейской культуры при ВУАН (в 1921—1936 гг. — Всеукраинская академия наук).
Первые литературно-критические статьи появились в еврейской прессе в 1924. Писал на идиш, печатался в газетах «Пролетарише фон», «Дер штерн», в журнале «Фармест», «Советише литератур».
В 1930-х гг. работал над составлением учебников литературы и языка идиш для еврейской школы. Первый из них (совм. с А.Абчуком и И.Родаком) — для 5-го класса — вышел в 1932. Автор книг «Давид Бергельсон» (1935), «Литерариш-критише этюдн» («Литературно-критические этюды», 1940), в которые вошли статьи о творчестве Д. Н. Гофштейна, И. С. Фефера, М. М. Даниэля и других еврейских писателей.
По некоторым данным, был членом ЕАК (Еврейского Антифашистского Комитета). После войны собирал материалы для «Чёрной книги» И. Г. Эренбурга и В. С. Гроссмана, работал над монографией «Начало еврейской советской прозы» и материалами об участии евреев в партизанском движении. Арестован 16 июля 1951 года, присужден к десяти годам лишения свободы и умер в арестантском вагоне по пути в лагерь строгого режима.